# Ліде Адольф Михайлович
Адольф Михайлович Ліде (нар. 6 липня 1896, тепер Латвія — пом. 1941, Красноводськ, тепер Туркменбаші, Туркменістан) — радянський військовий і політичний діяч, відповідальний секретар Кримського обласного комітету РКП(б).

## Біографія
Народився у родині латвійських селян.
Член РСДРП(б) з 1913 року.
Один із організаторів червоногвардійських загонів у місті Петрограді і Латвії в 1917. Учасник Громадянської війни у Росії.
У 1917—1918 роках — секретар Смілтенського районного комітету Соціал-демократії Латвії, член Відземської ради Латвії.
З жовтня 1918 року — комісар 6-го зведеного полку надзвичайної комісії (ВЧК) у складі 2-ї зведеної дивізії Червоної армії. Брав участь у боях під Іжевськом і Воткінськом. У січні — березні 1919 р. — військовий комісар 5-ї Уральської стрілецької дивізії РСЧА. У березні 1919 — квітні 1920 р. — військовий комісар 21-ї Пермської стрілецької дивізії РСЧА, у складі якої брав участь в Красноуфимській, Єкатеринбурзькій, Челябінській операціях, у боях із військами генерала Денікіна на Південному фронті.
У березні — липні 1920 р. — член Революційної військової ради (РВР) 9-ї армії РСЧА. У жовтні — листопаді 1920 р. — член Революційної військової ради (РВР) 13-ї армії РСЧА Південного фронту, заступник голови Кримського революційного комітету. У грудні 1920 — січні 1921 р. — член Революційної військової ради (РВР) 4-ї армії РСЧА Збройних сил України і Криму.
6 січня — 13 березня 1921 — відповідальний секретар Кримського обласного комітету РКП(б).
З грудня 1921 до жовтня 1922 року — член Революційної військової ради (РВР) Петроградського військового округу.
Потім — на військово-політичній роботі. З 1927 року — на пенсії.

## Нагороди
- орден Червоного Прапора (1920)